# Oligobiella
Oligobiella is een geslacht van wantsen uit de familie van de Miridae (Blindwantsen). Het geslacht werd voor het eerst wetenschappelijk beschreven door Odo Reuter in 1885.

## Soorten
Het genus is monotypisch en bevat alleen de volgende soort:

- Oligobiella fuliginea (Buchanan-White, 1878)